# Liste der Monuments historiques in Saint-Sulpice-de-Guilleragues
Die Liste der Monuments historiques in Saint-Sulpice-de-Guilleragues führt die Monuments historiques in der französischen Gemeinde Saint-Sulpice-de-Guilleragues auf.

## Liste der Bauwerke
| Bezeichnung          | Beschreibung              | Standort | Kennzeichnung | Schutzstatus | Datum | Bild           |
| -------------------- | ------------------------- | -------- | ------------- | ------------ | ----- | -------------- |
| Schloss Caze         | Erbaut im 14. Jahrhundert | (Lage)   | PA33000098    | Inscrit      | 2007  | weitere Bilder |
| Schloss Guilleragues | Erbaut im 14. Jahrhundert | (Lage)   | PA00083809    | Inscrit      | 1954  | weitere Bilder |